# Wolnica (województwo lubuskie)
Wolnica (niem. Freiheit (1815 r.), Freiheitsvolwerk (1844 r.)), Kolonia Wolność (1945 r.) – nieistniejąca osada w Polsce położona w województwie lubuskim, w powiecie nowosolskim, w gminie Kożuchów.

## Historia
Niewielki folwark założono prawdopodobnie w I połowie XIX w. Należał do majątku ziemskiego w Jarogniewicach. W 1844 r. dzierżawił go Eckardt z Radwanowa. Na początku XX wieku zamieszkany był przez 20 osób. Opuszczony i rozebrany w latach 60 XX w.

## Położenie
Osada znajdowała się na lewym brzegu rzeczki Czarna Struga, pomiędzy wsiami Książ Śląski i Radwanów.